# Leandro N. Alem (Misiones)
Leandro N. Alem – miasto w prowincji Misiones w Argentynie. Ośrodek administracyjny departamentu Leandro N. Alem.